# Гравілат яскраво-червоний
Geum coccineum — вид рослин родини розові.

## Будова
Невеликий багаторічник, що має ефектні яскраво-червоні квіти з жовтими тичинками. Квіти з'являються на високих до 30 см стеблах від пізньої весни до пізнього літа.

## Поширення та середовище існування
Походить з Балкан та північної Туреччини. Надає перевагу вологим ґрунтам.

## Практичне використання
Декоративна рослина. Розводять сорти ‘Feuermeer’, ‘Hensol Harebell’.

## Галерея

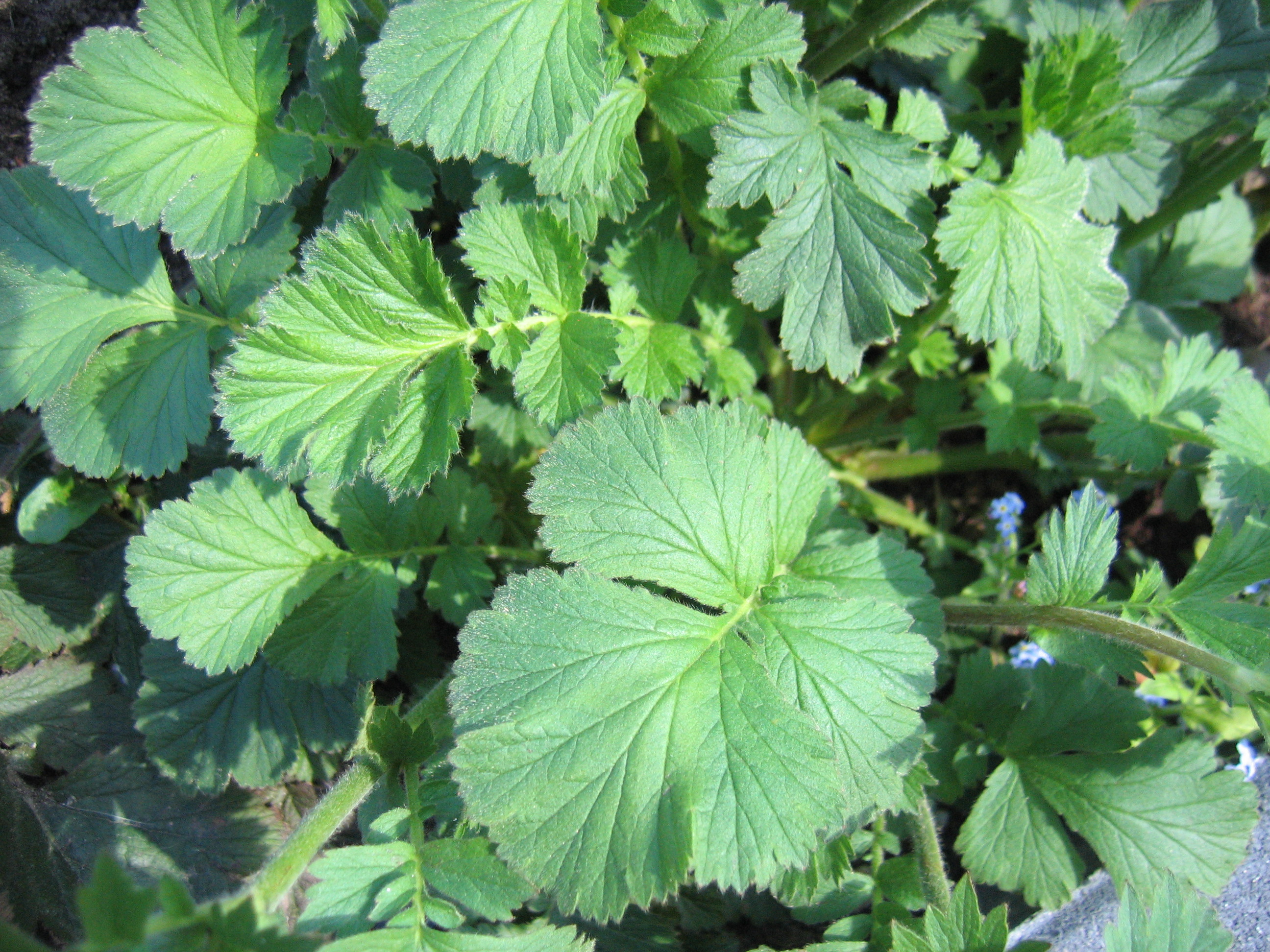
Листя
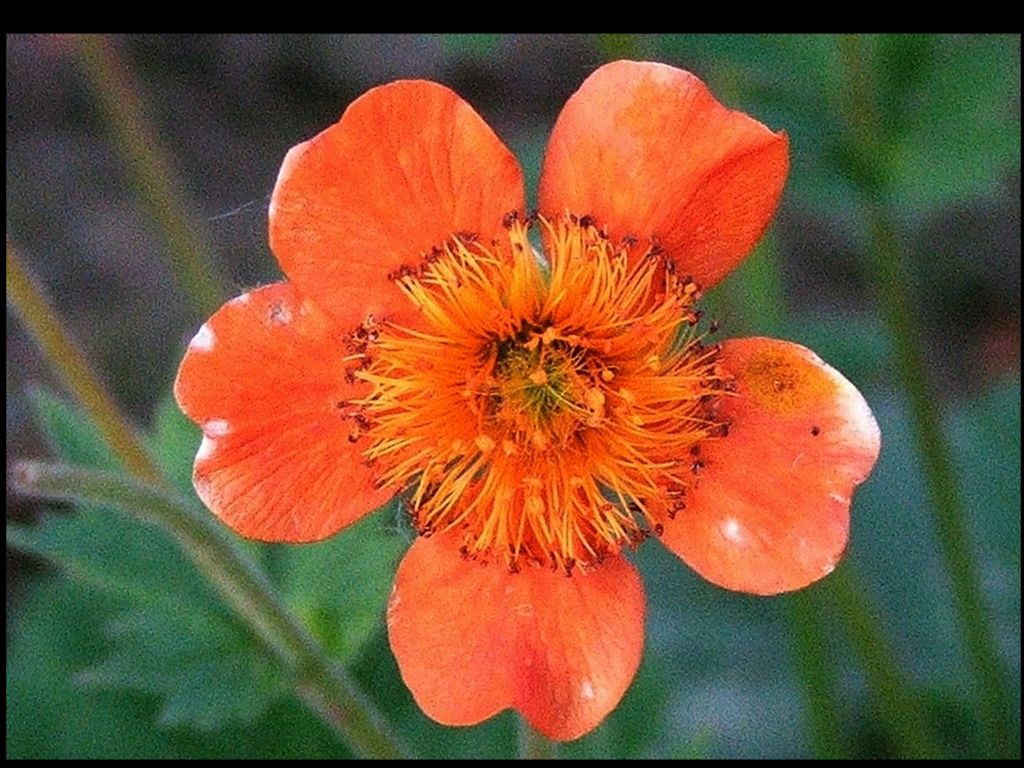
Квітка
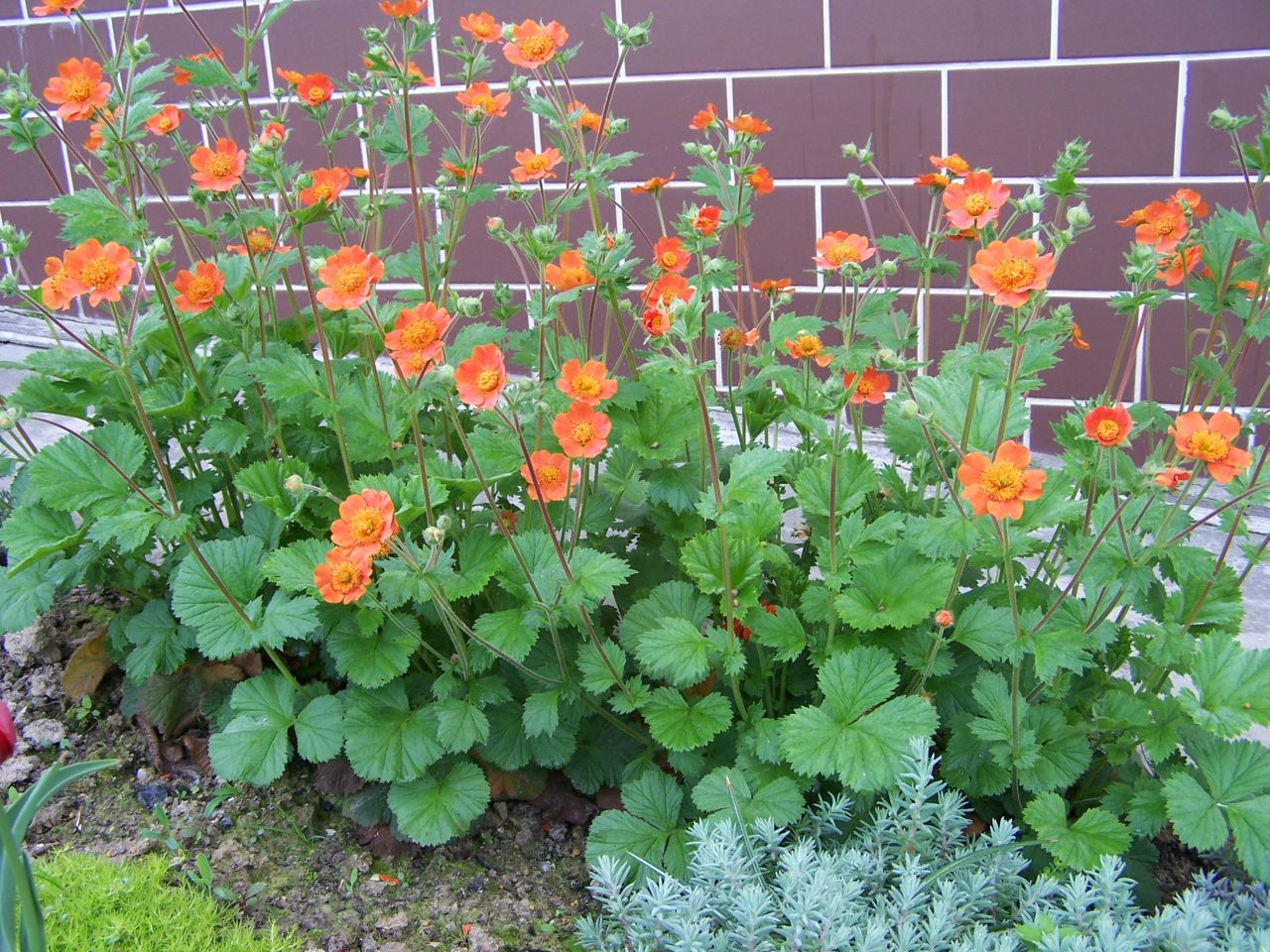
Загальний вигляд
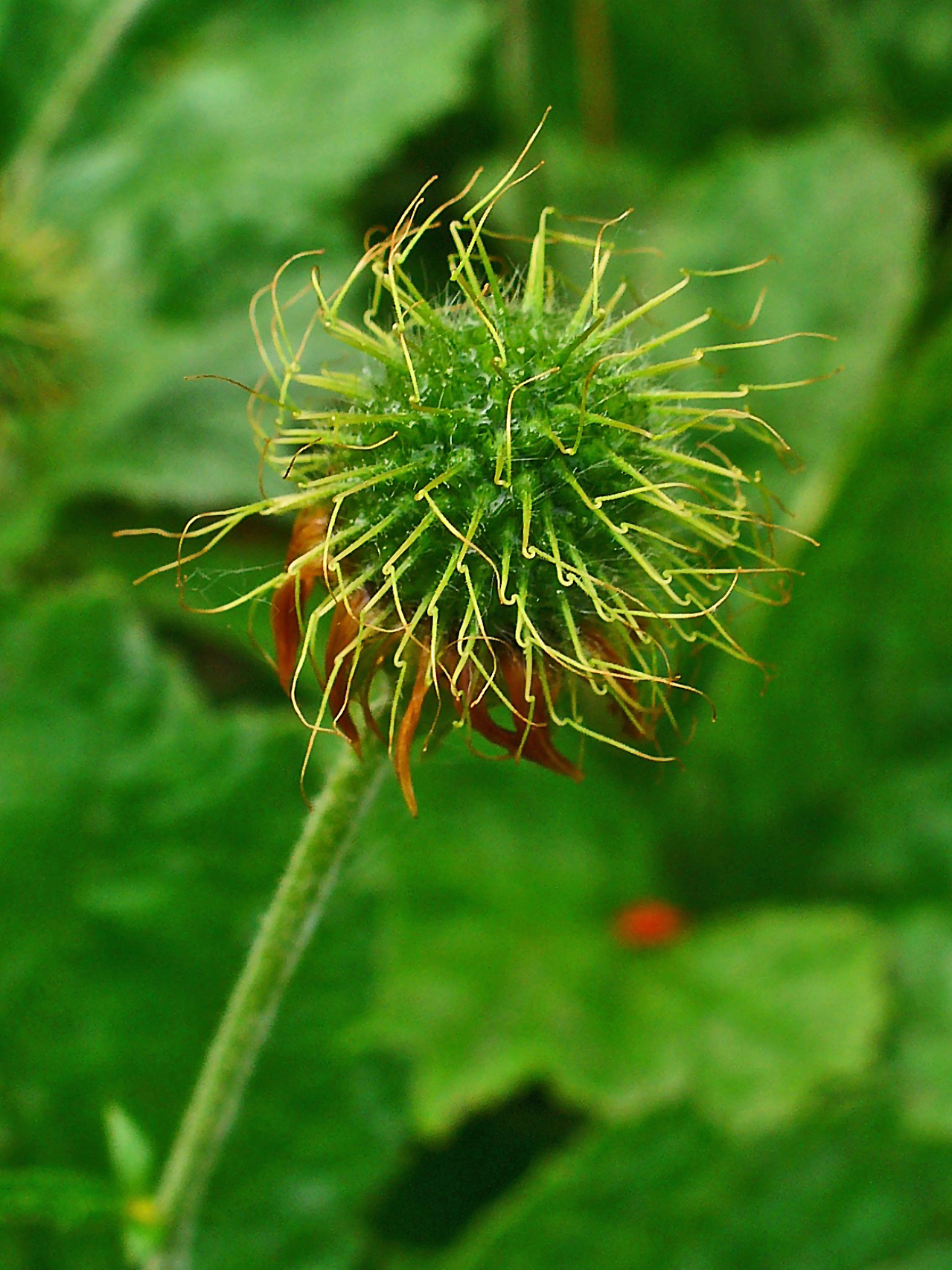
Плід